# Dejbjerg-Moor

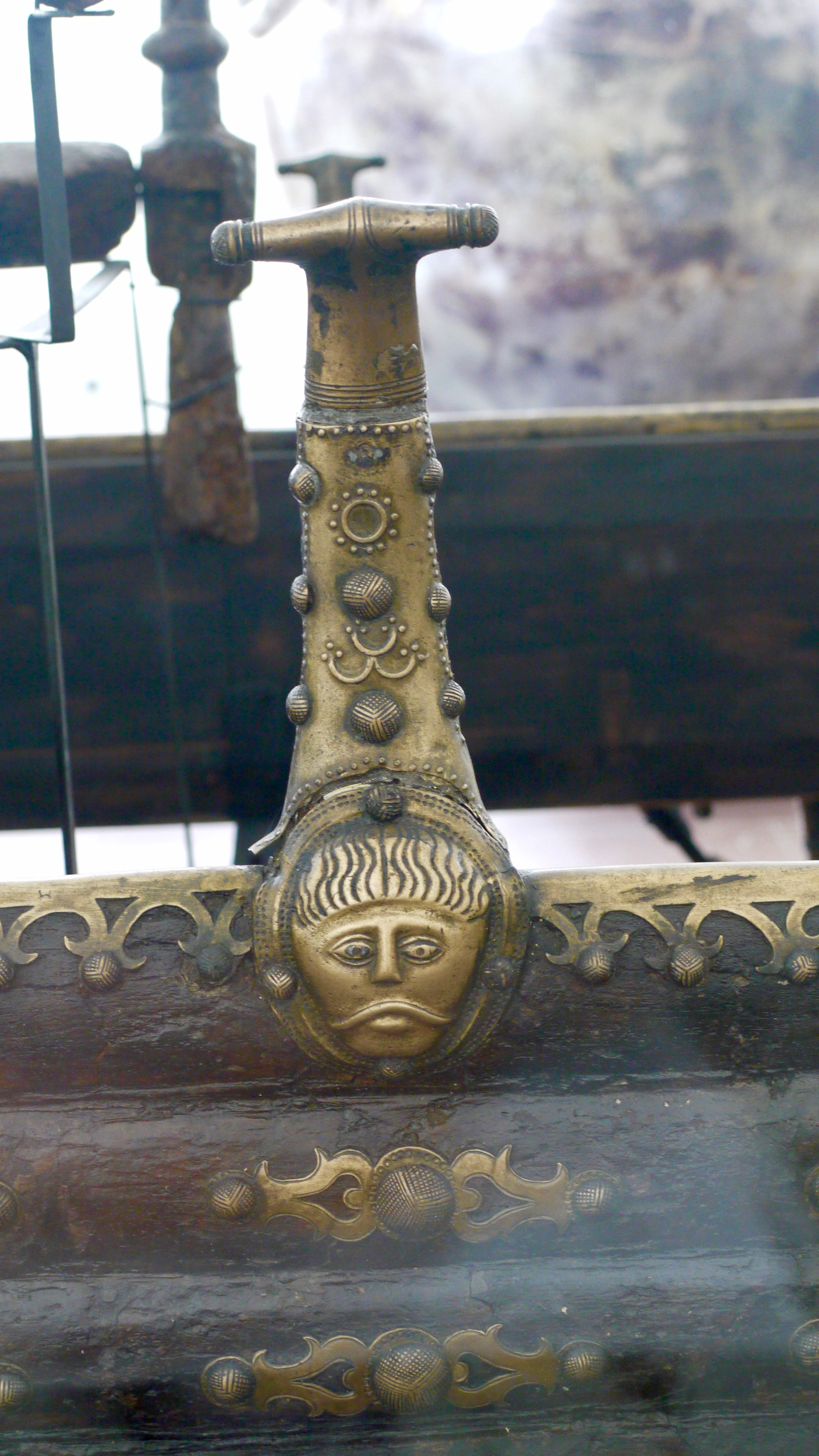
Beschlag mit Maske vom Dejbjergwagen

Das Dejbjerg-Moor (eigentlich Præstegårdsmose von Dejbjerg) ist ein archäologischer Fundplatz im Westen der Region Midtjylland in der Kommune Ringkøbing-Skjern in Dänemark.
Dort wurden 1880 und 1883 die Stücke von zwei zerlegten unterschiedlich großen Prunkwagen gefunden, die etwa zur Latènezeit D1b und D2 (150 v. Chr. – 15 n. Chr.) hergestellt worden sind und längere Zeit in Gebrauch waren. Dabei wird einer der Wagen als Import, der andere als lokales Handwerk angesehen. Sie lagen in fünf grob sortierten Haufen. Die eisenbeschlagen Räder hatten zwölf beziehungsweise 14 Speichen. In einem Haufen fand sich Keramik aus der späten vorrömischen oder Germanischen Eisenzeit und der älteren Römischen Kaiserzeit. Auch vier Wagenachsen aus späterer Zeit wurden gefunden. Sie wurden im Gegensatz zu anderen Wagen nicht von Ochsen, sondern von Pferden gezogen.
Eine Rekonstruktion eines Wagens befindet sich in der eisenzeitlichen Siedlung des Ringkøbing-Skjern Museums in Skjern.
Wagen vom Typ Dejbjerg-Langå fanden sich auch in Dankirke, Fredbjerg, Kraghede und Langå mark in Dänemark und in Husby in Schleswig.